# Rwimiyaga (Sektor)
Rwimiyaga (Kinyarwanda Umurenge wa Rwimiyaga) ist ein Sektor des Distrikts Nyagatare im Norden der Ostprovinz von Ruanda.

## Geographie
Der Sektor Rwimiyaga liegt im Nordosten Ruandas an der Grenze zu Tansania. Er hat eine Fläche von 308,9 km² und setzt sich aus den acht Zellen Gacundezi, Kabeza, Kirebe, Ntoma, Nyarupfubire, Nyendo, Rutungu und Rwimiyaga zusammen. Nachbarsektoren sind im Norden Süden Karangazi, im Westen Nyagatare und im Nordwesten Rwempasha. Entlang der Grenze zu Tansania fließt der Kagera-Nil Richtung Norden. Im Westen des Sektors befindet sich die Stadt Rwimiyaga.

## Bevölkerung
Nach Stand der Volkszählung von 2022 liegt die Einwohnerzahl bei 82.620. Zehn Jahre zuvor waren es 57.527, was einem jährlichen Bevölkerungszuwachs von 3,7 Prozent zwischen 2012 und 2022 entspricht.

## Verkehr
Durch den Westen des Sektors und die Stadt Rwimiyaga verläuft in Nord-Süd-Richtung die Nationalstraße 24.